# Rutrum
Das Rutrum war ein römischer Spaten.

## Beschreibung und Verwendung
Das Rutrum war Teil der Ausrüstung römischer Legionäre. Dieser Spaten hatte ein halbmondförmiges Eisenblatt und einen 1,5 Meter langen Stiel. Die oberen Seiten des Spatens waren abgeflacht, sodass man mit dem Fuß darauftreten und so die Kraft erhöhen konnte. 
Das Rutrum wurde im Römischen Reich von Legionären zum Lagerbau verwendet. Mit ihm wurden Rasenziegel (lat. Caespites) aus dem Boden gestochen und für den Verteidigungswall verwendet.